# Bâleybelen
 (novembre 2023).
Le bâleybelen est une langue construite également connue sous les noms de balaibalan, balibilen, bala-i-Balan, balaïbalan fut créée par Muhyi-i Gülşeni, un derviche turc du XVIe siècle. Les deux seules copies connues du dictionnaire Bâleybelen, qui date de 1574 et qui comporte 17 000 mots, se trouvent à Bibliothèque nationale de France et à la Bibliothèque du Caire.
Le mot Bâleybelen signifie littéralement la langue de ceux qui n'en ont pas une.[réf. nécessaire]
Le vocabulaire de cette langue est issu du turc, de l'arabe et du persan ; la grammaire est issue de l'arabe. L'alphabet arabe modifié (variante ottomane) est utilisé pour son écriture. La grammaire de la langue est fondée sur l'arabe simplifié.
Le bâleybelen ne dispose que de 3 voyelles de base : a, i, u. Dans la transcription latine, le « â » indique un a long.
La langue fut inventée par Muhyi-i Gülşeni mais aussi par d'autres derviches de l'ordre soufi Gülşeni au Caire du XVIe siècle. L'objectif est de préserver les secrets du soufisme et d'exprimer les vérités religieuses dans une langue séparée des langues parlées au quotidien. Cette langue était apprise uniquement aux membres de l'ordre. Elle n'avait pas pour fonction d'être utilisée dans la vie de tous les jours mais comme langue liturgique elle était considérée comme sacrée et n'avait pas pour vocation de devenir internationale ni d'être parlée par le plus de monde possible.
La création du Baleybelen repose sur l'idée que chaque révélation fut faite dans une langue (hébreu pour Abraham, Jésus en araméen et Mahomet en arabe). C'est ainsi que Muhyi-i Gülşeni commença ses travaux linguistiques dans l'objectif de découvrir la langue divine, donnée à Adam par Dieu et parlée par ses descendants jusqu'à la construction de la Tour de Babel. Il disait que Dieu créa une nouvelle langue chaque fois qu'il envoya des révélations à ses prophètes : l'hébreu pour Abraham, l'araméen pour Jésus et l'arabe pour Mahomet. Par conséquent, la création d'une nouvelle langue était le précurseur d'une nouvelle révélation divine.
Bien que ses disciples aient tâché de pratiquer cette langue après la mort de Muhyi-i Gülşeni en 1605, Bâleybelen disparut en quelques générations.

## Analyse du nom de la langue et quelques exemples
- bâl = « langue » (avec un long a)
- a = « du »
- i = (article défini : « le, la, les »)
- bal = « naissance », « renaissance », « revivre »
- an = (participe)
  - soit littéralement : « la langue de celui qui renaît »

Exemples :
- Y-asnam ra-y-An : « Gloire à Dieu »
- Yablam rabâl ! : « Inventons une langue ! »

## Sources
- Silvestre DeSacy, Kitab asl al-maqasid wa fasl al marasid, Le Capital des objets recherchés et le chapitre des choses attendues, ou Dictionnaire de l'idiome Balaïbalan. Notices et extraits des manuscrits de la Bibliothèque Impériale, Paris, 9: 365-396.
- F. Bergmann, Résumé d'études d'odontologie générale et de linguistique générale, Paris, 1875
- (de) A. Bausani, Geheim- und Universalsprachen: Entwicklung und Typologie, Stuttgart, 1970, Kohlhammer.
- (it) A. Bausani, Le lingue inventate : linguaggi artificiali, linguaggi segreti, linguaggi universali, Rome, Ubaldini, 1974.
- (eo) E. Drezen, Historio de la Mondolingvo, Moscou, 1991, Progreso.
- (tr) M. Koç, Bâleybelen: İlk Yapma Dil, Istanbul, 2005.